# Монтеросо (Анкона)
Монтеросо је насеље у Италији у округу Анкона, региону Марке.
Према процени из 2011. у насељу је живело 126 становника. Насеље се налази на надморској висини од 499 м.